# جوناثان نيد كاتس
جوناثان نيد كاتس (بالإنجليزية: Jonathan Ned Katz)‏ هو كاتب ومؤرخ أمريكي، ولد في 1938.